# Pajor Sándor
Pajor Sándor, 1885-ig Policzer (Melcsic, 1861. március 28. – Budapest, 1935. április 15.) orvos, bőrgyógyász, neurológus.

## Élete
Policzer György körjegyző, anyakönyvvezető és Grünfeld Sali gyermekeként született zsidó családban. Középiskoláit Trencsénben és Budapesten végezte. Orvosi tanulmányokat Bécsben és Budapesten folytatott, s előbbin 1885-ben avatták orvosdoktorrá. Ezt követően a bécsi Allgemeines Krankenhaus, majd 1886-tól a Szent Rókus Kórház, később a Szent István Kórház gyakornoka volt. Ezen idő alatt Schwimmer Ernő mellett működött tanársegédként a Budapesti Tudományegyetem bőr- és nemikórtani osztályán. 1888-ban hosszabb európai tanulmányutat tett, s felkereste többek között Wilhelm Winternitz egyetemi osztályát és vízgyógyintézetet. 1889-ben hazatért és megalapította a józsefvárosi Szentkirályi utca 14. szám alatt saját vízgyógyintézetet. 1906-ban megvásárolta a Vas utca 17. szám alatti telket, amelyre Hültl Dezső tervei szerint két év alatt épült fel a Pajor Szanatórium, egybeépülve a Szentkirályi utcai épülettel, amely így az ország legnagyobb magángyógyintézete lett. 1913 és 1935 között Dr. Pajor Szanatórium és Vízgyógyintézet néven egységes gyógyintézetként működött. Itt vezették be először Magyarországon a rádiumos kezelést, meghonosították a fizikoterápiai, elektromos és hidroterápiai kezeléseket, továbbá napfürdőket, légfürdőket, allergén-mentes kamrákat és víz alatti bélfürdőt is alkalmaztak. Több országos hírű professzor is dolgozott az intézetben, mint például Ádám Lajos, Dollinger Gyula és Korányi Sándor. Az intézményben elsőként volt lehetőség az úgynevezett szabad orvosválasztásra, ami azt jelentette, hogy a betegek akár külsős szakembereket is felkérhettek. 1928-ban a közegészségügy terén szerzett kiváló érdemei elismeréséül egészségügyi főtanácsossá nevezték ki.
Halála után fia, Pajor Ferenc belgyógyász, laboratóriumi főorvos vette át a Szanatórium vezetését, azonban 1944. június 17-én a nyilasok zaklatásai miatt öngyilkos lett. Az intézményt az 1940-es évek végén államosították, s előbb a Vas utcai Kórház, majd a Fővárosi Balassa János Kórház-Rendelőintézet működött benne. Jelenleg a Semmelweis Egyetem Egészségtudományi Kara használja.
Cikkei megjelentek többek között a Gyógyászatban, az Orvosi Hetilapban és a Jó Egészségben.
A Fiumei úti sírkertben nyugszik.

## Családja
Házastársa Pick Ilona (1873–1944), 0 Pick Ignác nagybirtokos és Deutsch Rozália lánya volt, akit 1898. december 11-én Székesfehérvárott vett nőül.
Gyermekei
- Pajor Ferenc (1899–1944). Első felesége Schlesinger Rozália Terézia (Rózsi), második Szerző Kornélia
- Pajor Edit Magdolna (1904–1997). Férje dr. Telegdy Kováts László (1902–1987) vegyészmérnök, tanszékvezető egyetemi tanár

## Főbb művei
- Bőrgyógyászati zsebkönyv. Gyakorló orvosok és orvostanhallgatók részére. (Budapest, 1891)
- A neurasthénia és vízgyógymódjáról (Budapest, 1897)

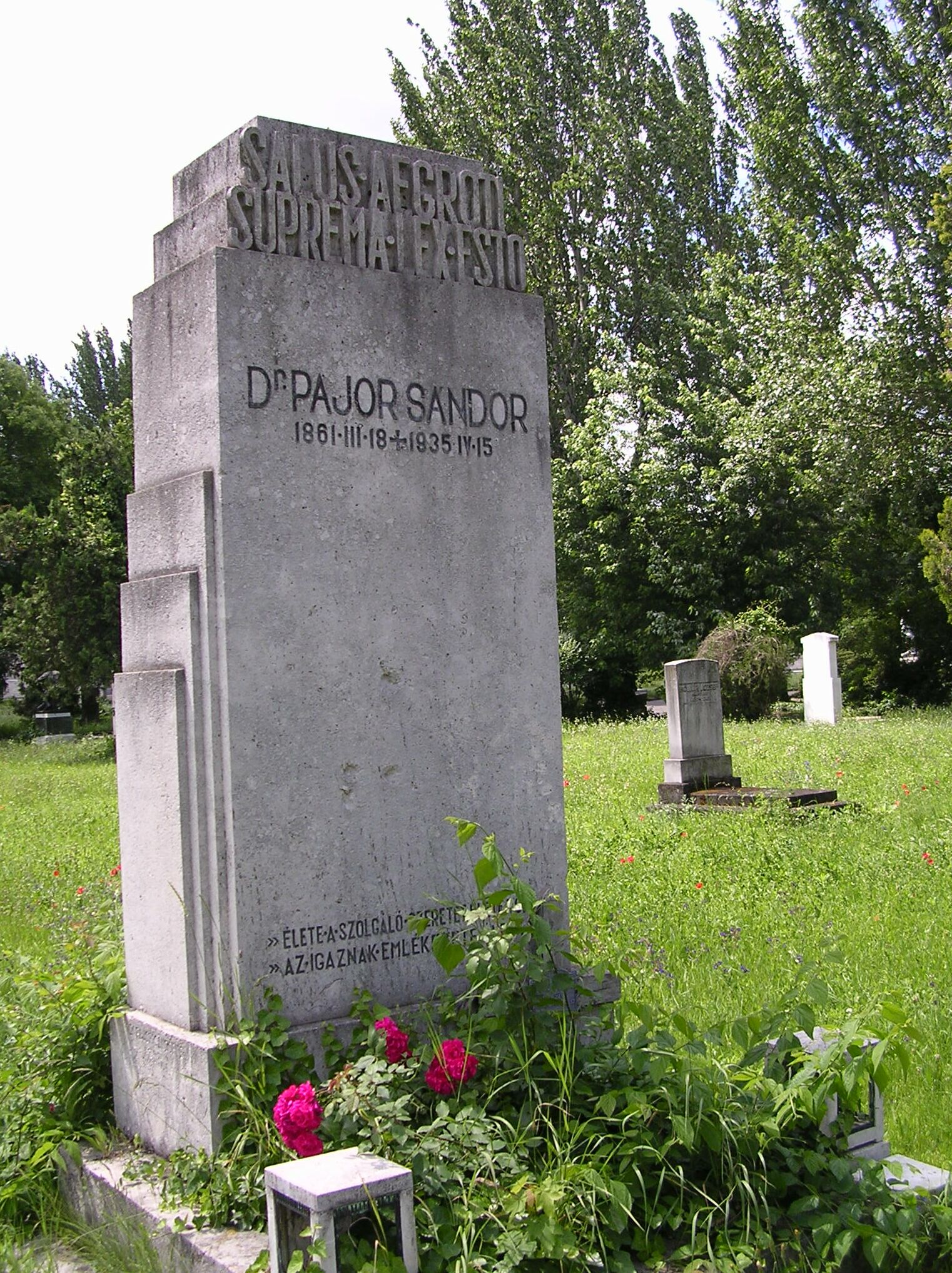
Sírja a Fiumei úti sírkertben (35-11-6)

## Díjai, elismerései
- Vöröskereszt hadiékítményes II. osztályú díszjelvény (1916)
- Egészségügyi főtanácsos (1928)